# Paneuaeshnida
Paneuaeshnida – takson ważek z podrzędu Epiprocta i infrarzędu różnoskrzydłych.
Takson ten wprowadzony został w 2001 roku przez Güntera Bechly’ego i współpracowników. Obejmuje wymarłą rodzinę Paracymatophlebiidae i klad Euaeshnida, tworząc wraz z wymarłą nadrodziną Cymatophlebioidea klad Aeshnida. Jako autapomorfie użyłkowania skrzydła wymienia się: wyraźnie pofalowaną drugą gałąź żyłki radialnej tylnej, gałąź 3/4 tejże żyłki równoległą do żyłki meidalnej przedniej aż po krawędź skrzydła oraz dość wyraźny, długi i prosty sektor medialny spłaszczony, w pierwotnym planie budowy przebiegający mniej więcej równolegle do żyłki medialnej przedniej. Filogenetyczna systematyka Paneuaeshnida według pracy Bechly’ego z 2007 roku do rangi rodziny przedstawia się następująco:
- †Paracymatophlebiidae
- Euaeshnida
  - †Eumorbaeschnidae
  - Neoaeshnida
    - Gomphaeschnidae
    - Aeshnodea
      - Allopetaliidae
      - Euaeshnodea
        - Brachytronidae
        - Aeshnoidea
          - Telephlebiidae
          - Aeshnidae – żagnicowate